# フォー・ユー (セレーナ・ゴメスのアルバム)
| 専門評論家によるレビュー       | 専門評論家によるレビュー |
| レビュー・スコア               | レビュー・スコア         |
| 出典                           | 評価                     |
| ------------------------------ | ------------------------ |
| Allmusic                       | [ 1 ]                    |
| AXS                            | 3.5/5                    |
| Idolator                       | 3.5/5                    |
| ザ・タイムズ・オブ・インディア | 3/5                      |

『フォー・ユー』 (For You)はアメリカ合衆国の女優、歌手セレーナ・ゴメスのコンピレーション･アルバム。米国で2014年11月24日発売され、日本で2015年3月4日発売。

## 概要
セレーナ・ゴメスのコンピレーション･アルバム『フォー・ユー』はハリウッド・レコードから発売した最後のアルバム。新曲が2曲「ハートは自分がほしいものを求める」、「ドゥ・イット」が収録されている。
先行シングル「ハートは自分がほしいものを求める」は米国で2014年11月6日発売された。
第1作目のアルバム『キス&テル』からは「テル・ミー・サムシング・アイ・ドント・ノウ」、「ナチュラリー(デイヴ・オーデ・ラジオ・リミックス)」、「フォーリング・ダウン」、「ア・イヤー・ウィズアウト・レイン」、第2作目のアルバム『ア・イヤー・ウィズアウト・レイン』(2010年)からは「ラウンド・アンド・ラウンド」、「ア・イヤー・ウィズアウト・レイン」、第3作目の『ホエン・ザ・サン・ゴーズ・ダウン』(2011年)からは「ラヴ・ユー・ライク・ア・ラヴ・ソング」、「フー・セズ」、第4作目の『スターズ・ダンス』(2013年)からは「カム&ゲット・イット」、「スロー・ダウン」が収録されている。

## チャート成績
ビルボード200全米アルバムチャートで最高24位となる。
トップ･デジタル･アルバム・チャートで最高23位となる。
シングル「ハートは自分がほしいものを求める」はビルボードホット100全米シングルチャートで最高6位となる。Canadian Hot 100カナダシングルチャートで最高6位、ビルボード･ホット･デジタル･ソングで最高5位となる。

## トラックリスト
| #   | タイトル                                                                                               | 作詞・作曲 | プロデューサー | 時間 |
| --- | --- | --- | --- | ---- |
| 1.  | 「ハートは自分がほしいものを求める」                                                                   | セレーナ・ゴメス、アントニーナ・アーマト、ティム・ジェームズ、デイビッド・ヨースト                                                                 | ロック・マフィア、デヴリム・カラオグル、スティーブ・ハモンズ、ダブキラー、ジョン・ベラ、ザンダー・シン、エース・ハ | 3:47 |
| 2.  | 「カム&ゲット・イット」                                                                                | エスター・ディーン、ミッケル・ストリアー・エリクセン、トール・エリック・ハーマセン                                                                 | スターゲイト、ドリームラブ・ディーン                                                                               | 3:51 |
| 3.  | 「ラヴ・ユー・ライク・ア・ラヴ・ソング」(セレーナ・ゴメス&ザ・シーン)                                  | アーマト、ジェームズ、アダム・シュマルホルツ | ロック・マフィア、カラオグル                                                                                       | 3:08 |
| 4.  | 「テル・ミー・サムシング・アイ・ドント・ノウ」(セレーナ・ゴメス&ザ・シーン)                            | アーマト、ラルフ・チャーチウェル、マイケル・ニールセン                                                                                             | ロック・マフィア、カラオグル                                                                                       | 2:55 |
| 5.  | 「フー・セズ」(セレーナ・ゴメス&ザ・シーン)                                                            | エマニュエル・キリアコウ、プリシラ・ハミルトン | キリアコウ | 3:15 |
| 6.  | 「マイ・ジレンマ2.0」(セレーナ・ゴメス&ザ・シーン)                                                     | アーマト、ジェームズ、カラオグル | ロック・マフィア、ダブキラー、カラオグル                                                                           | 3:10 |
| 7.  | 「ラウンド・アンド・ラウンド」(セレーナ・ゴメス&ザ・シーン)                                            | ケヴィン・ルドルフ、アンドリュー・バルーキ、フェレ・ドブソン、ジェフ・ハラヴァックス、ジェイコブ・カシャー                                         | ルドルフ、バルーキ、ハラトラックス                                                                                 | 3:06 |
| 8.  | 「フォーゲット・フォーエヴァー (ステファン・リミックス)」                                              | ジェイソン・エヴィガン、クラレンス・カフィー、アレキサンダー・イスキエルド、ジョーダン・ジョンソン、ステファン・ジョンソン、マーカス・ローマックス | ザ･モンスターズ・アンド・ザ・ストレンジャーズ、エヴィガン、ボーイ・ライトニング、ダン・ブルック                    | 3:46 |
| 9.  | 「スロー・ダウン」                                                                                     | リンディ・ロビンス、ジュリア・マイケルズ、デイビッド・カンシオ、フレディ・ウェクスラー                                                             | カタラックス、カンシオ                                                                                             | 3:31 |
| 10. | 「ア・イヤー・ウィズアウト・レイン」(デイヴ・オーデ・ラジオ・リミックス) (セレーナ・ゴメス&ザ・シーン) | ロビンス、トビー・ガッド | ガッド、デイヴ・オーデ                                                                                             | 4:00 |
| 11. | 「ナチュラリー」(デイヴ・オーデ・ラジオ・リミックス) (セレーナ・ゴメス&ザ・シーン)                     | アーマト、ジェームズ、カラオグル | ロック・マフィア、デイヴ・オーデ、カラオグル                                                                       | 4:02 |
| 12. | 「マース」(モア - スパニッシュ・ヴァージョン) (セレーナ・ゴメス&ザ・シーン)                            | アイザック・ハッソン、ミュアー・フィリアン、ロビンス、マーク・ポートマン、エルネスト・コルタサル、エドガーコルタサル                               | スーパースパイ | 3:31 |
| 13. | 「ビディ・ビディ・ブン・ブン」(ウィズ セレーナ)                                                        | ピート・アスチュディ、セレーナ・キンタニーヤ・ペレス                                                                                               | ウンベルト・ガチカ                                                                                                 | 4:14 |
| 14. | 「フォーリング・ダウン」(セレーナ・ゴメス&ザ・シーン)                                                  | テッド・ブルナー、トレイ・ヴィテット、ジーナ・ショック                                                                                             | ブルナー、ヴィテット                                                                                               | 3:03 |
| 15. | 「ドゥ・イット」                                                                                       | ゴメス、アーマト、ジェームズ、ジョスト、TAS | ロック・マフィア、ダブキラー、トーマス・アーマト・スタージェス                                                     | 2:40 |

| #   | タイトル                             | 作詞 | 作曲・編曲 | 監督名                 | 時間 |
| --- | ------------------------------------ | ---- | ---------- | ---------------------- | ---- |
| 16. | 「ハートは自分がほしいものを求める」 |      |            | ドーン・シャドフォース | 4:35 |

## チャートと認定
| チャート (2014-2015年)                  | 最高順位 |
| --------------------------------------- | -------- |
| オーストリア (Ö3 オーストリア)          | 73       |
| ベルギー (ウルトラトップ・フランダース) | 40       |
| ベルギー (ウルトラトップ・ワロン)       | 67       |
| フランス (SNEP)                         | 80       |
| ギリシャ (IFPI)                         | 32       |
| アイルランド (IRMA)                     | 95       |
| イタリア (FIMI)                         | 34       |
| ノルウェー (VG-lista)                   | 37       |
| スペイン (プロムシカエ)                 | 40       |
| イギリス (OCC)                          | 33       |
| アメリカ (ビルボード200)                | 24       |

| 国/地域                                             | 認定 | 認定/売上数 |
| --------------------------------------------------- | ---- | ----------- |
| ブラジル (ABPD)                                     | Gold | 20,000*     |
| * 認定のみに基づく売上数 ^ 認定のみに基づく出荷枚数 |      |             |

## 各国の発売日
| 国名         | 発売日         | 規格                     | レーベル                 | 参照          |
| ------------ | -------------- | ------------------------ | ------------------------ | ------------- |
| チェコ       | 2014年11月24日 | CD デジタル･ダウンロード | ハリウッド               | [ 22 ] [ 23 ] |
| ハンガリー   | 2014年11月24日 | CD デジタル･ダウンロード | ハリウッド               | [ 24 ]        |
| アメリカ     | 2014年11月24日 | CD デジタル･ダウンロード | ハリウッド               | [ 25 ] [ 26 ] |
| オーストリア | 2014年11月28日 | CD デジタル･ダウンロード | ハリウッド               | [ 25 ] [ 27 ] |
| ドイツ       | 2014年11月28日 | CD デジタル･ダウンロード | ハリウッド               | [ 28 ]        |
| フランス     | 2014年12月8日  | CD デジタル･ダウンロード | ハリウッド               | [ 29 ] [ 30 ] |
| イギリス     | 2015年1月26日  | CD デジタル･ダウンロード | ハリウッド               | [ 31 ]        |
| 日本         | 2015年3月4日   | CD デジタル･ダウンロード | ユニバーサルミュージック | [ 5 ]         |